# Поржня
Поржня — река в Костромской области России. Левый приток Белого Луха.

## Общие сведения
Протекает по территории Макарьевского района в лесистой, в верховьях заболоченной местности. Впадает в Белый Лух в 75 км от его устья. Длина реки составляет 22 км, площадь водосборного бассейна — 127 км². Притоки: Берёзовка, Суборная. Населённых пунктов на реке нет.

## Данные водного реестра
По данным государственного водного реестра России относится к Верхневолжскому бассейновому округу, водохозяйственный участок реки — Унжа от истока и до устья, речной подбассейн реки — Бассейны притоков Волги ниже Рыбинского водохранилища до впадения Оки. Речной бассейн реки — (Верхняя) Волга до Куйбышевского водохранилища (без бассейна Оки).
Код объекта в государственном водном реестре — 08010300312110000016652.